# Fondue fribourgeoise
Pour les articles homonymes, voir Fondue.
La fondue fribourgeoise (ou fondue pur vacherin) se compose exclusivement de vacherin fribourgeois. Elle est très onctueuse mais plus délicate à préparer que les autres fondues au fromage. On la consomme avec du pain ou des pommes de terre.
Elle ne doit jamais bouillir sous peine de se séparer (une masse de fromage compacte baignant alors dans un liquide blanchâtre). Elle se sépare également en milieu acide, aussi est-elle préparée à l'eau. Ce phénomène la rend par ailleurs beaucoup plus digeste que les fondues à base d'autres fromages, eu égard à l'acidité des sucs gastriques.
La fondue fribourgeoise est servie tiède (ou chaude), crémeuse et homogène. Traditionnellement, on l'accompagne d'un vin blanc suisse sec, comme du chasselas.
La fondue fribourgeoise est, au même titre que la fondue moitié-moitié, mentionnée dans la liste des traditions vivantes de Suisse.